# マルセル・ドラノワ
マルセル・ドラノワ（Marcel Delannoy, 1898年7月9日 - 1962年9月14日）は、フランスの作曲家。
エソンヌ県ラ・フェルテ＝アレ出身。最初に絵画と建築を学んだが、20歳の時に音楽に転向した。音楽は独学で、時折アルテュール・オネゲルからアドバイスを受けるだけだった。1927年、オペラ『ポワティエの悲劇』がモーリス・ラヴェルらから好意的な評価を得て、彼の名が知られるようになった。同年には10人の作曲家の共作によるバレエ『ジャンヌの扇』の一部を作曲した。
映画音楽の分野でも活躍し、モーリス・ターナー監督の作品などの音楽を手がけた。

## 作品

### オペラ・オペレッタ
- ポワティエの悲劇（1927年）
- フィリピン（1937年）
- パック（1946年）
- マリア・ゴレッティ（1953年）

### バレエ
- ガラスの靴（1935年）
- 結婚幻想（1946年）

### 管弦楽曲
- 交響曲第1番（1933年）
- 協奏的セレナーデ〜ヴァイオリンとオーケストラのための（1936年）
- バラード（1940年）
- 交響曲第2番（1954年）
- 協奏的バラード〜ピアノと12の楽器のための（1958年）

### 室内楽曲
- ラプソディ〜トランペット・アルトサクソフォーン・チェロ・ピアノのための（1934年）

### 歌曲
- 沈黙の声（1958年）